# Akihiro Nagashima
Akihiro Nagashima (永島 昭浩?, Nagashima Akihiro; Prefettura di Hyōgo, 9 aprile 1964) è un ex calciatore giapponese, di ruolo attaccante.

## Palmarès

### Individuale
- Premio Fair-Play del campionato giapponese: 1

1997